# Bodensee Schnellstraße
Die Bodensee Schnellstraße S18 ist eine geplante Schnellstraße im österreichischen Bundesland Vorarlberg und soll Teil der Europastraßen E43 und E60 werden. Sie soll die Rheintalautobahn A14 mit den schweizerischen Autobahnen A1 und A13 verbinden. Sie wird seit den 1980er Jahren diskutiert, scheiterte aber bislang aufgrund diverser Beschwerdeverfahren und Änderungen der Rechtslage.
In der Vergangenheit war eine Trasse über einen Knoten bei Lauterach geplant, die aber nicht mehr realisierbar ist. Aus diesem Grund wurde im Jahr 2011 eine Nachfolgelösung präsentiert, deren Evaluierung Ende 2014 abgeschlossen wurde. Sie sah zwei Varianten vor (Variante Z und Variante CP), die 7,5 bzw. 8,6 km lang sind. Die Schnellstraße soll bei Dornbirn von der A14 abzweigen, durch Lustenauer und Höchster Gemeindegebiet führen und in der Schweiz bei der Ausfahrt St. Margrethen in die A1/E60 und A13/E43 münden. Während sich die Gemeinde Lustenau wie auch das Land Vorarlberg für die Variante Z ausgesprochen hatten, entschied sich die ASFINAG für die Variante CP.

## Geschichte und Planung
1964 wurde zusammen mit dem Bau der Ausfahrt St. Margrethen bereits ein Stummel zur Fortführung nach Österreich errichtet.

### 1980–2010
Die S18 wurde ursprünglich als Bodensee Autobahn (A15) geplant. Dieses Projekt scheiterte aber und es wurde das Nachfolgeprojekt Bodensee Schnellstraße (S18) gestartet. In den 1980er Jahren wurde zunächst über die verschiedenen Trassen und Varianten verhandelt, bevor 1992 die erste Verhandlung nach dem Landschaftsschutzgesetz stattfand. 1994 wurden die Planunterlagen für die Trasse öffentlich aufgelegt, die Diskussionen mit Bürgern nahmen zu. Für die Trasse gab es zahlreiche Varianten, 1997 wurde schließlich die Variante von Lauterach nach Sankt Margrethen festgelegt.
In Höchst sollte ein 810 m langer Tunnel zum Schutz der Anrainer entstehen, sowie eine Grenzstation zur Schweiz bzw. nach Österreich. Die Schnellstraße wäre durchgehend zweispurig (ein Fahrstreifen pro Richtung) mit Pannenstreifen gebaut worden. Da diese Trasse sehr dicht am Vogelschutzgebiet Lauteracher Ried vorbeigeführt und somit zu einer Verschlechterung dieses Habitats geführt hätte, kam es zu einem Beschwerdeverfahren der EU-Kommission gegen die Republik Österreich. Laut dem Urteil des Europäischen Gerichtshofs vom 23. März 2006 führte die geplante Trasse durch ein „faktisches Vogelschutzgebiet“, das heißt, ein Gebiet, das aufgrund seiner Bedeutung für den Vogelschutz unter Schutz gestellt werden müsste, aber rechtlich nicht geschützt ist.
Der Beschwerde gegen das Genehmigungsverfahren an sich wurde vom EuGH allerdings nicht stattgegeben, da das Verfahren vor dem EU-Beitritt Österreichs eingeleitet wurde.
Der Österreichische Verfassungsgerichtshof (VfGH) hat aber mittlerweile die Trassenverordnung aufgehoben. Begründung: Zwar hält die geplante Straße einen Mindestabstand von 150 Metern zum etwas weiter nördlich gelegenen Landschaftsschutzgebiet Lauteracher Ried – sehr wohl betroffen sind allerdings andere schützenswerte Gebiete (faktische Vogelschutzgebiete). Das wurde bei der Trassengenehmigung nicht ausreichend berücksichtigt. Da bei der Planung der Bodensee-Schnellstraße lediglich das Lauteracher Ried berücksichtigt wurde, nicht jedoch die anderen in das Vogelschutzgebiet einzubeziehenden Regionen, waren die „Überlegungen zur Umweltverträglichkeit der dann verordneten Trasse für die gehörige Entscheidungsfindung (...) unzureichend“, urteilten die Verfassungsrichter.
Den Anträgen auf Aufhebung eines Teils der Trasse wurde daher stattgegeben, „wiewohl die Rechtswidrigkeit die gesamte Trasse betrifft“.
Im Jahre 2007 war der Baubeginn für die S18 vorgesehen, mit Fertigstellung bis 2011. Da die geplante Trasse aber nun nicht mehr realisierbar ist, startete 2007 ein konsensorientierter Planungsprozess, in dem alle möglichen Lösungen geprüft wurden und nach dem neuen Verkehrskonzept vom Land Vorarlberg auch andere Maßnahmen als der Bau einer Schnellstraße einbezogen werden sollten. Erste Zwischenberichte ergaben, dass nur eine Kombination eines Ausbaus des öffentlichen Verkehrs und einer Entlastungsstraße die gewünschten Ergebnisse bieten könne.

### Aktuelle Entwicklungen
Im April 2011 befanden sich von den 20 eingereichten Varianten noch zwei in der Diskussion. (Variante Z und Variante CP)

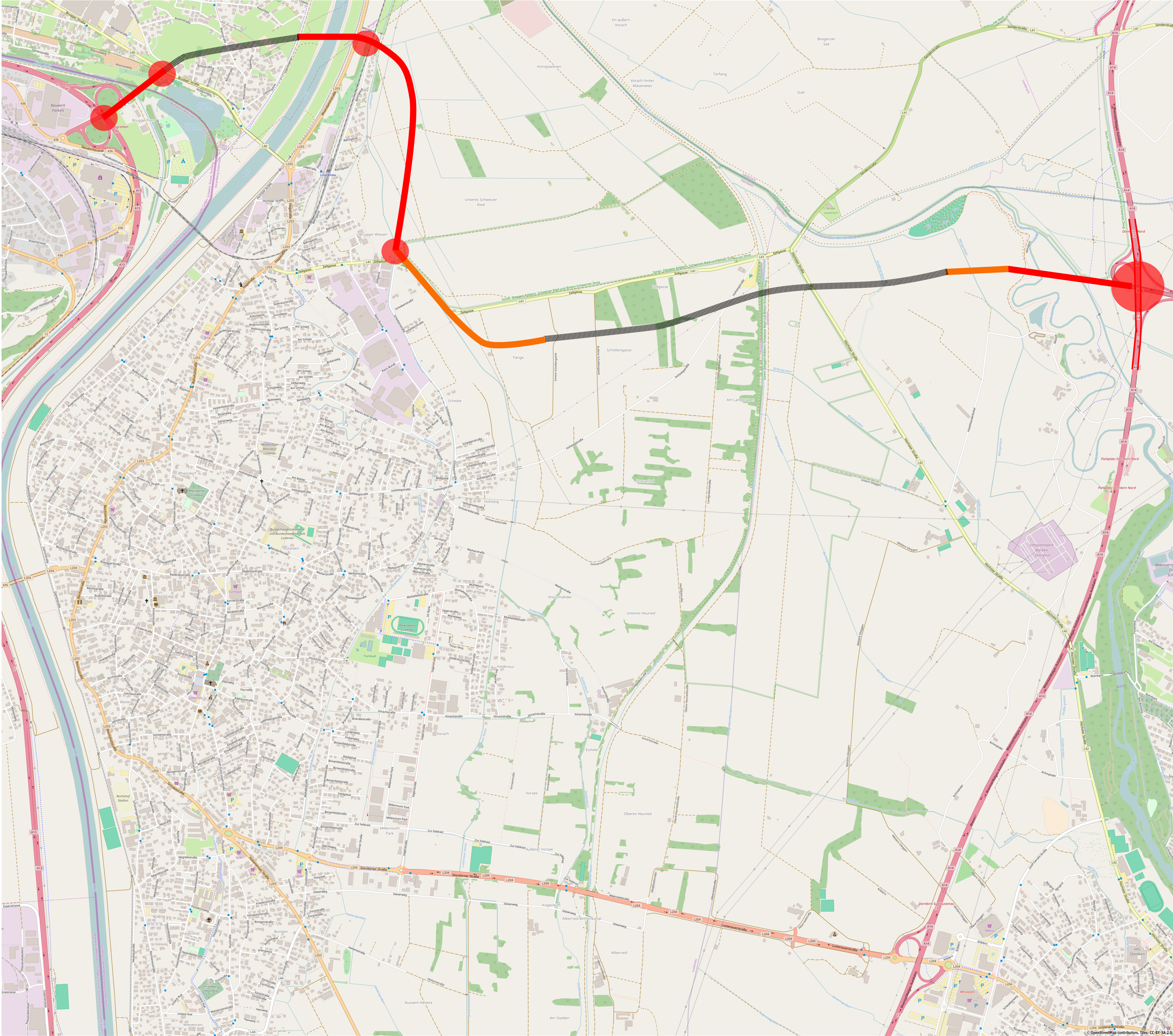
Variante Z:
Schwarz strichliert: Tunnelstrecken
Orange: Trogstrecken mit Lärm- u. Hochwasserschutz

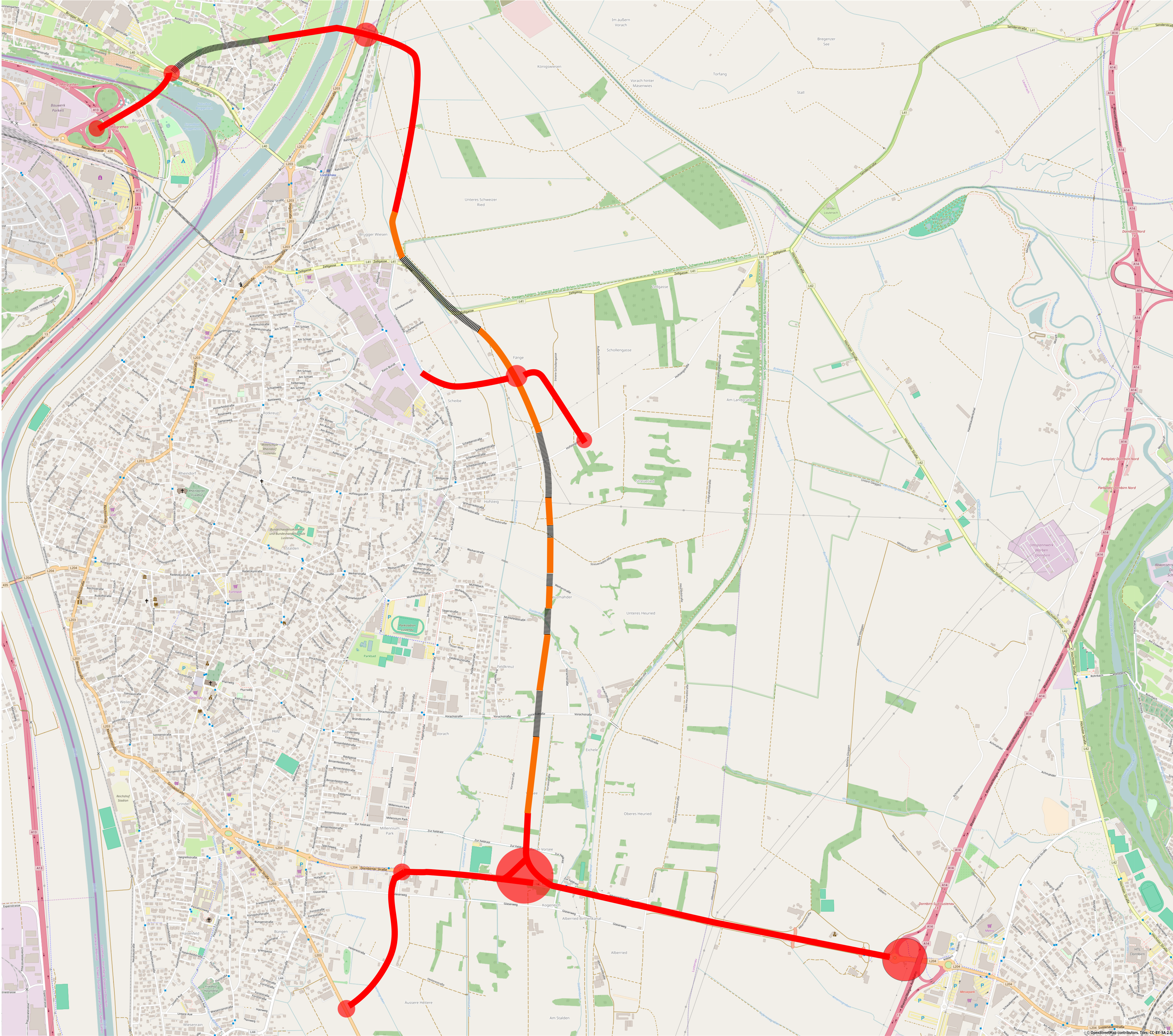
Variante CP

Der Vorarlberger Landesregierung wurde im Schlussbericht die Priorisierung von „Variante Z“, der Riedquerung mit Unterflurtrasse von Dornbirn-Nord nach Lustenau-Nord und weiter in die Schweiz empfohlen. Sollte diese Variante nicht realisierbar sein, soll die „Variante CP“, eine Ostumfahrung von der L204 über Lustenau-Nord in die Schweiz weiterverfolgt werden. Als vorgezogene Maßnahme wurde der Bau der Grenzquerung samt neuem Zollamt in der Schweiz von der Anschlussstelle St. Margrethen der Schweizer A1 zur L40 in Höchst-Brugg, direkt nach der Grenze, empfohlen.
Ende 2014 wurde die Evaluierung der im Planungsprozess empfohlenen Varianten abgeschlossen. Es wurde festgestellt, dass prinzipiell beide Varianten, sowohl in zwei- als auch in vierspuriger Ausführung, genehmigungsfähig sind. Je nach Variante, Fahrstreifenzahl und Bauweise wurden Kosten zwischen 526 und 893 Millionen Euro veranschlagt (Preisbasis 2025). Im September 2016 wurde die „Strategische Prüfung Verkehr“ (SP-V) abgeschlossen und vom Verkehrsministerium positiv beurteilt. Im Dezember 2016 wurde dann das Gesetz bezüglich der neu geplanten S18 geändert, da der Anschlusspunkt von der A14 nicht mehr in Lauterach sein soll, sondern weiter südlich in Dornbirn.
Im Jänner 2018 haben die Behörden von Österreich und der Schweiz darüber informiert, dass die Entscheide zum Bau der Autobahn samt neuer Zollanlage im Grundsatz gefällt sind und die konkrete Planung in Gang ist. Österreich hat 2017 die geplante Strecke als S18 ins Bundesstraßengesetz aufgenommen und den Autobahnbetreiber Asfinag mit einem Vorprojekt beauftragt. Die Autobahn wird mit einer gemeinsamen Zollanlage versehen, die von der Schweiz gebaut wird. Das entsprechende Areal wurde auf Schweizer Seite bereits ausgeschieden und der Auftrag für die Erarbeitung des generellen Projekts erteilt.

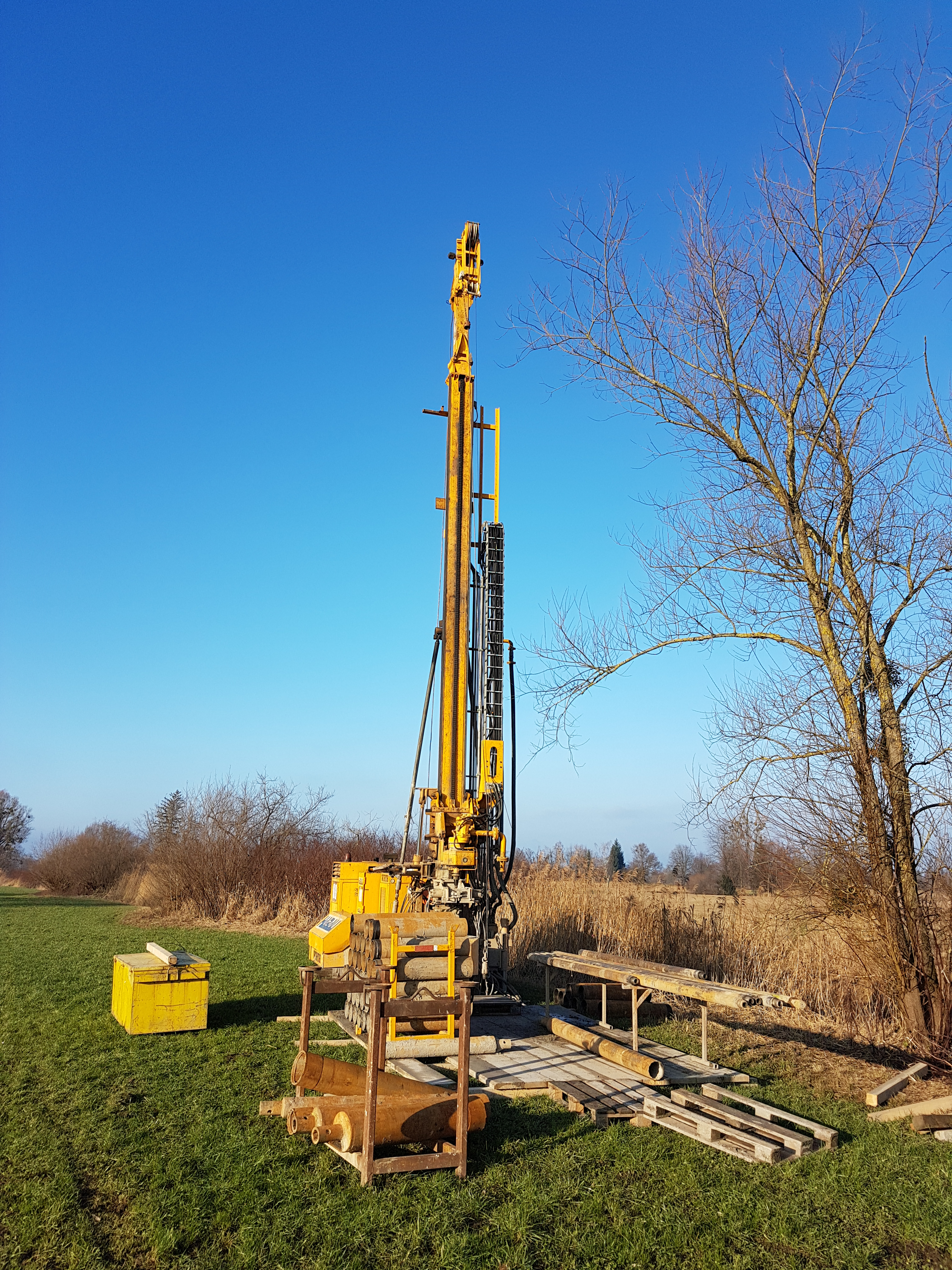
Eine von 18 Probebohrungen auf Dornbirner Gemeindegebiet für die S18 im Winter 2018

Im Sommer 2018 wurde mit insgesamt 170 Probebohrungen für die S18 und die Ortsumfahrung Lustenau begonnen.
Am 11. November 2020 gab die ASFINAG bekannt, dass die Wahl auf die CP-Variante gefallen ist, deren Kernstück eine Ostumfahrung Lustenaus ist, da für die Z-Variante durch das Natura-2000-Gebiet Soren, Gleggen – Köblern, Schweizer Ried und Birken – Schwarzes Zeug keine Chance auf rechtliche Genehmigung gesehen wird. Diese Entscheidung rief vor allem heftige Kritik aus der Marktgemeinde Lustenau hervor, die sich vehement für die Z-Variante eingesetzt hatte. Gleichzeitig korrigierte die ASFINAG die Kostenschätzung auf 1,3 bis 1,5 Milliarden Euro nach oben.
Am 22. März 2022 wurde das Projekt vom Verkehrsministerium wieder in die Planungsphase zurückgeworfen und Alternativen zur S18 sollen dabei geprüft werden.
Bei einer Volksbefragung zur geplanten Bodenseeschnellstraße S18 am 19. November 2023 haben auf die Frage, ob die Marktgemeinde Lustenau alle Mittel ergreifen soll, um den Bau der CP-Variante zu ermöglichen, 77,40 Prozent der abstimmenden Bürger mit Nein geantwortet (30,22 Prozent der Stimmberechtigten haben teilgenommen).
Am 4. April 2025 wurde bekannt gegeben, dass die ASFINAG die Pläne an das zuständige Ministerium übergeben will. Entgegen dem Abstimmungsergebnis bei der Volksbefragung von 2023 wird an der CP-Variante festgehalten.